# 遇林亭窑址
27°41′08″N 117°55′54″E / 27.68556°N 117.93167°E
遇林亭窑址位于中国福建省武夷山市武夷山风景名胜区西北部燕子窠村和白岩村，面积近6万平方米，2006年被列为第六批全国重点文物保护单位，归入建窑遗址。
遇林亭窑址发现于1958年，1998年10月至2000年1月进行考古发掘，揭露面积3300平方米，清理出两座龙窑基址以及淘洗池、排水沟、水井等遗迹，出土大量宋代黑釉瓷、青瓷和少量描金彩黑釉盏等瓷器及陶瓷生产工具。